# Tom Laughlin
Thomas Robert Laughlin Jr. (ur. 10 sierpnia 1931 w Minneapolis, zm. 12 grudnia 2013 w Thousand Oaks) – amerykański aktor, reżyser, scenarzysta i producent filmowy.

## Życiorys
Urodził się w Minneapolis w stanie Minnesota jako jedno z trojga dzieci Margaret i księgowego Thomasa Laughlina. Jego wczesne dzieciństwo było niespokojne. Uczęszczał do Washington High School. Grał w piłkę nożną na Uniwersytecie Wisconsin i Marquette University na pozycji safety.
Po obejrzeniu przedstawienia Tramwaj zwany pożądaniem, zdecydował, że zostanie aktorem. Jako student zagrał w spektaklu Arthura Millera Wszyscy moi synowie. Studiował na wydziale aktorstwa radiowego, reżyserii i produkcji na University of South Dakota. W 1954 napisał scenariusz do filmu Billy Jack, który zrealizował i zagrał tytułową rolę w 1971. Wszystkie jego filmy opowiadają o problemach dnia – ekologii, wojnie, pacyfizmie, przepaści pokoleniowej, kontroli broni, korupcji policji, narkomanii, okultyzmie, złym traktowaniu mniejszości.
W 1954 poślubił Delores Taylor. Mieli troje dzieci: syna Franka oraz dwie córki – Teresę i Christinę.
Zmarł 12 grudnia 2013 w wieku 82 lat w Los Robles Hospital and Medical Center w Thousand Oaks w Kalifornii w wyniku zapalenia płuc.

## Filmografia
W 1971 był producentem filmu Billy Jack.

### Reżyser i scenarzysta
- 1965: Like Father, Like Son (również producent)
- 1974: The Trial of Billy Jack
- 1975: Mistrz rewolweru (The Master Gunfighter); reżyserię podpisał imieniem swego 9-letniego wówczas syna Franka
- 1977: Billy Jack Goes to Washington

### Aktor
Seriale
- 1954: Climax! jako Paisan
- 1957: The Walter Winchell File jako Peter Rakosi
- 1958: Flight

Filmy
- 1956: Herbata i sympatia jako Ralph
- 1960: Duby smalone jako Fred Jensen
- 1975: Mistrz rewolweru (The Master Gunfighter)
- 1978: Wielki sen jako Lou
- 1981: Legenda o samotnym jeźdźcu jako Neeley
- 1995: Zoja jako Feodor